# تقبض الحدقة

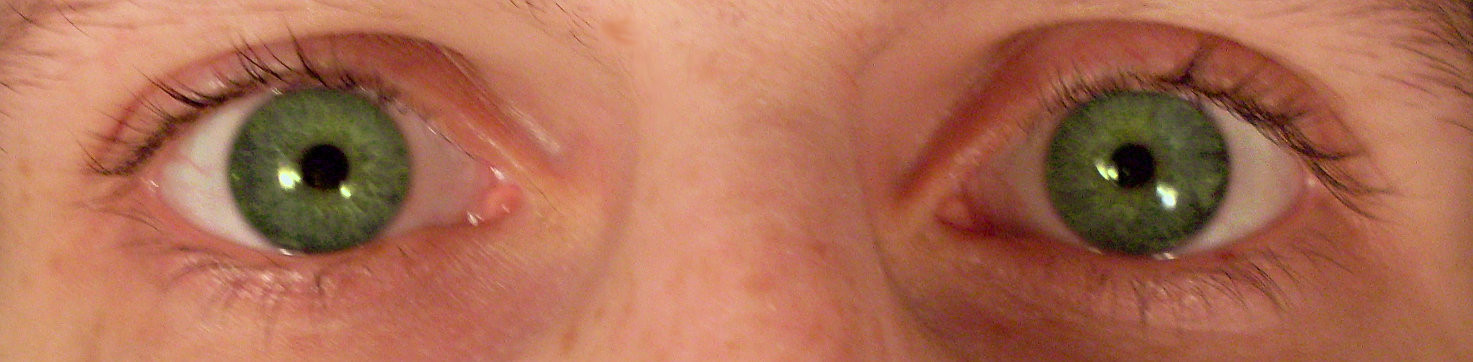

تقبض الحدقة (بالإنجليزية: myosis)‏ أو انقباض حدقة العين إلى أقل من أو يساوي إلى اثنين ملليمتر
وهي استجابة طبيعية للزيادة في الضوء، ويمكن أيضا أن تكون مرتبطة مع بعض الامرض، كالتعرض للإشعاع الميكروويف، وبعض المخدرات، خصوصا الأفيونيات، حيث ان التحفيز اللإرادي للعضلة العاصرة الحدقية يقلل من انفتاح الحدقة. وهذا يشار إليه بانقباض أو ضيق الحدقة.
على العكس، توسع الحدقة، هو اتساع البؤبؤ. حيث يمكن لكلا من توسع الحدقة وتقبض الحدقة ان تكون عملية الفسيولوجية.

## علم وظائف الأعضاء بخصوص المنعكس الحركي الضوئي
الضوء الداخل للعين يحفز ثلاثة أنواع من مستلمات بصرية مختلفة في شبكية العين: المألوفة منها قضبان والمخاريط المستخدمة في تشكيل الصورة، والمكتشفة حديثا الخلية العقدية الحساسة. خلايا العقدية الحساسة تعطي معلومات حول مستويات الإضاءة المحيطة، وتتفاعل ببطء مقارنة بالقضبان والمخاريط. والإشارات من خلايا العقدية الحساسة لها ثلاث وظائف: قمع حاد لهرمون الميلاتونين ويساعد في ترتيب إيقاع الساعة البيولوجية للجسم وتنظيم حجم البؤبؤ.
ومستلمات الضوء في الشبكية تحول الضوء إلى نبضات كهربائية. ألاعصاب المتحكمة بحجم البؤبؤ متصلة نواة الباحة أمام السقفية من الدماغ المتوسط، متجاوزين النواة الركبية الجانبية القشرة البصرية الابتدائية. من نواة امام السقفية ترسل محاور عصبية أمام إلى الخلايا العصبية في نواة إيدنغر - يستفال الذي الحشوي على طول المحاور كل من العصبين المحركين للعينين اليسار واليمين.
محاور الأعصاب المحركة للعين (والتي تشكل جزء من العصب القحفي الثالث، جنبا إلى جنب مع الجزء حركي جسدي المشتق من نواة إيدنغر - يستفال) تتشابك في اعصاب العقدة الهدبية، التي المحاور الالسمبتاوي تعصب العضلة العاصرة القزحية، وبالتلي تؤدي إلى  تقبض الحدقة .

## الأسباب

### الأمراض
- متلازمة هورنر (مجموعة من التشوهات في التعصيب الوجهي بسبب الأضرار التي تلحق النظام العصبي الودي
- نزف داخل القحف)
- الصداع العنقودي
- الجسم الهدبي
- الأرق العائلي الفادح

### بالمخدرات
- أفيوني مثل الفنتانيل، مورفين، الهيروين والميثادون
- مضادات الذهان، بما في ذلك هالوبيريدول، كلوربرومازين، أولانزابين، كويتيابين وغيرها
- كوليني مثل أستيل كولين
- بعض علاجات السرطانات بما في ذلك camptothecin
- ميرتازابين
- ترازودون
- بعض مثبطات MAO.
- في بعض الحالات النادرة، عندما تتعرض لغاز الخردل.
- الفوسفات العضوية.

### المقبضات
المادة  المقبضة " المسببة في انقباض في البؤبؤ في العين. هذا هو عكس المواد الموسعة للحدقة، والذي يسبب اتساع الحدقة

## وصلات خارجية
- FP Notebook
- -1254817782 في مفكرة المُمارِس العام